# Pfarrhof (Rennertshofen)

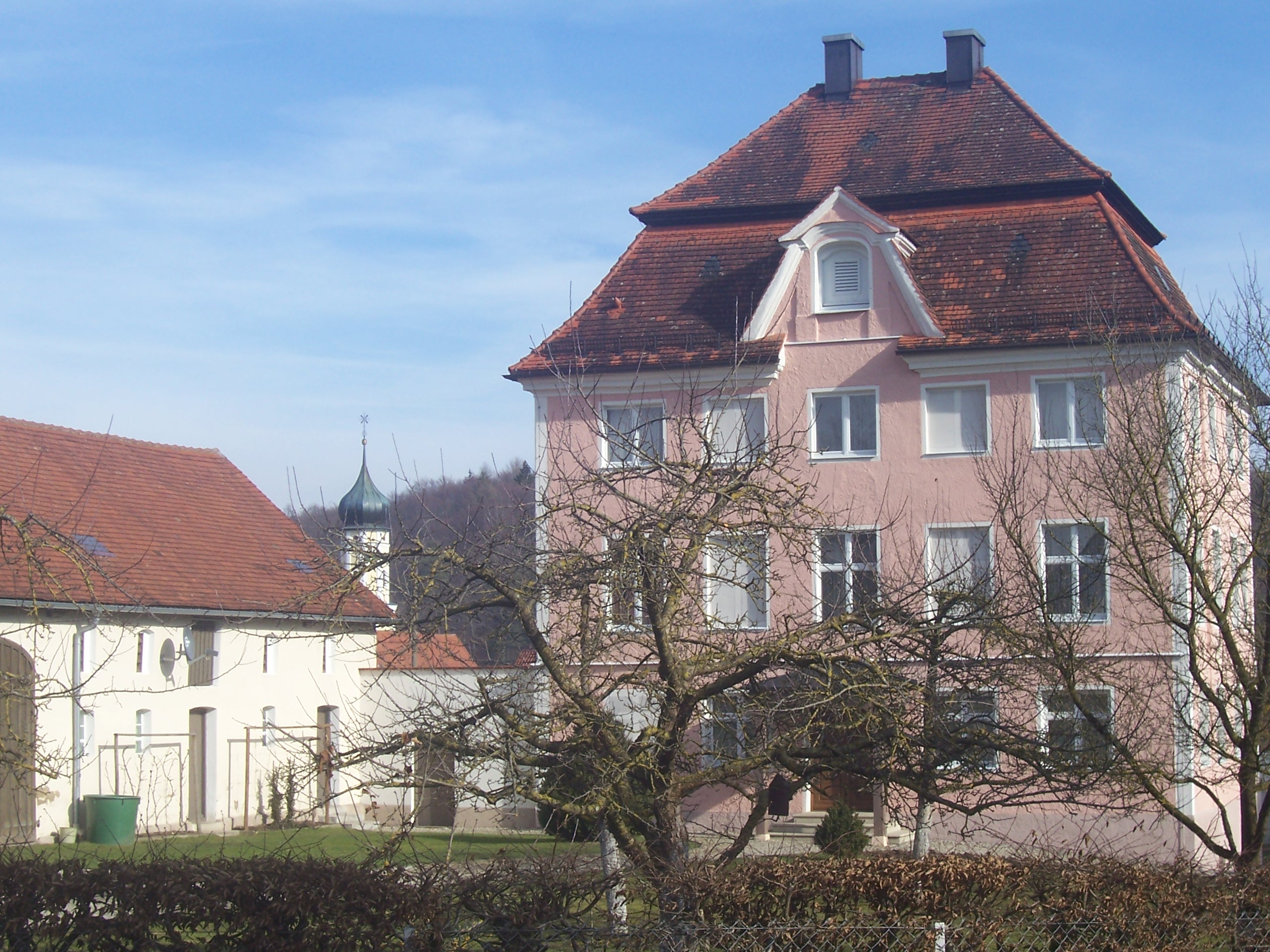
Pfarrhof in Rennertshofen

Der Pfarrhof in Rennertshofen, einem Gemeindeteil von Buch im Landkreis Neu-Ulm im bayerischen Regierungsbezirk Schwaben, wurde 1781 errichtet. Das Pfarrhaus mit Ökonomiegebäude an der Brunnengasse 2 ist ein geschütztes Baudenkmal.

## Beschreibung
Das Pfarrhaus war ehemals zugleich Sommerresidenz der Äbte des Klosters Roggenburg. Sie wurde unter dem Abt Georg IV. Lienhardt errichtet, wie die Bauinschrift an der Südseite berichtet. Der dreigeschossige Bau mit Mansarddach und Zwerchgiebel wird Joseph Dossenberger zugeschrieben. Die Mittelachsen an der südlichen Schmalseite sind risalitartig ein wenig vorgezogen. Im ersten Stockwerk sind klassizistische Stuckdecken erhalten.
Das Ökonomiegebäude besteht aus einem zweigeschossigen Satteldachbau mit Remise und Wirtschaftsräumen aus der zweiten Hälfte des 19. Jahrhunderts.